# Tippi Degré
Tippi Benjamine Okanti Degré (Windhoek, Namibia, 4 de junio de 1990) es una escritora franco-namibia, famosa por haber pasado su infancia en su país de nacimiento viviendo entre animales salvajes y tribus del lugar. Después de trasladarse con sus padres a París, regresó a África para realizar seis documentales sobre la naturaleza para Discovery Channel. 
También es conocida por ser la encargada de la supervisión de los tigres en Fort Boyard, frente a las costas de Francia, en el marco de una demostración para un juego televisivo.

## Biografía
Tippi nació en Namibia, donde sus padres, los franceses Alain Degré y Sylvie Robert, trabajaban como fotógrafos Su primer nombre fue elegido por sus padres en honor de la actriz estadounidense Tippi Hedren, protagonista de la película Los pájaros, de Alfred Hitchcock. Su tercer nombre se lo dieron porque en Namibia, en la lengua ovambo, significa suricata, la pequeña mangosta que llevó al desierto del Kalahari a los padres de Tippi para hacer un documental.
Durante su estancia en Namibia se hizo amiga de los animales salvajes, incluyendo un elefante de 28 años de edad llamado Abu, un leopardo apodado J & B, cocodrilos, leones cachorros, jirafas, ranas y camaleones.
También se hizo amiga de los bosquimanos y de los miembros de la tribu Himba del Kalahari, que le enseñaron a sobrevivir alimentándose de raíces y bayas, y a hablar su idioma.
Tippi se trasladó luego con sus padres a Madagascar y luego a Francia.  Su regreso a este país coincidió con la separación de sus padres, tras 25 años casados. 
Un libro de sus aventuras, Tippi de África, fue publicado y traducido en varios idiomas: fue un best seller de la vida aventurera. En él afirma "Toda la gente tiene problemas. Yo no tuve ninguno cuando vivía en África", y recuerda: 

Cuando me fui a vivir a Francia, traté de hablar con los gorriones, los perros, las palomas, los gatos, las vacas y los caballos. Pero no pude. No sé por qué. Creo que es porque mi verdadero país es África, y no Francia.

También creó un sitio web, y regresó a África para hacer seis documentales sobre la naturaleza para Discovery Channel.
En París asistió a una escuela pública local durante los dos primeros años, pero fue educada en casa, pues le costaba adaptarse a su nuevo hábitat. Se sentía asfixiada por la falta de espacio en la ciudad. Su madre afirmó al respecto:

Tuvo una infancia extraordinaria en África, era un lugar mágico que para ella representaba la felicidad perfecta. Pero cuando tuvo que trasladarse a París para estudiar, todo cambió. Creo que sintió como si África le hubiera sido arrebatada injustamente, y eso le causó mucho dolor y una profunda tristeza. Nunca se quejó ni habló de ello. Fue sólo como si algo en su interior se hubiera derrumbado.

Actualmente se encuentra estudiando cine en la Sorbona Nouvelle Universidad de París.